# Alfredo di Salm-Reifferscheid-Dyck
Alfredo Giuseppe Clemente di Salm-Reifferscheid-Dyck, II principe di Salm-Reifferscheid-Dyck (in tedesco Alfred zu Salm-Reifferscheidt-Dyck) (Baindt, 31 maggio 1811 – Jüchen, 2 agosto 1888), è stato un principe, politico e militare tedesco.

## Biografia
Figlio del conte Franz Joseph August zu Salm-Reifferscheidt-Dyck, Alfredo nacque al castello di Baindt il 31 maggio 1811. Studiò all'Università di Bonn e dal 1833 divenne membro del Corps Borussia Bonn. Divenne maresciallo della corona reale prussiana e membro ereditario della Camera dei Signori di Prussia. Nel 1861, alla morte di suo zio Giuseppe, avvenuta senza eredi, divenne il secondo principe di Salm-Reifferscheidt-Dyck.
Rimase celibe e morì il 2 agosto 1888 al castello di Dyck, presso Jüchen, in Renania. Con lui si estinse la linea dei principi ed altgravi di Salm-Reifferscheidt-Dyck le cui sostanze passarono alla linea di Salm-Reifferscheidt-Krautheim e precisamente al suo cugino di sesto grado, Leopold Karl Maria (1833-1893), principe ed altgravio di Salm-Reifferscheidt-Krautheim.

## Ascendenza
|                                                                                                |                                      |                                                   | Genitori                                                |  |  | Nonni |  |  | Bisnonni                                      |  |  | Trisnonni                                     |  |
|                                                                                                |                                      |                                                   |                                                         |  |  |       |  |  | Francesco Ernesto di Salm-Reifferscheidt-Dyck |  |  | Ernesto Salentino di Salm-Reifferscheidt-Dyck |  |
|                                                                                                |                                      |                                                   |                                                         |  |  |       |  |  | Francesco Ernesto di Salm-Reifferscheidt-Dyck |  |  | Ernesto Salentino di Salm-Reifferscheidt-Dyck |  |
|                                                                                                |                                      | Klara Magdalena von Manderscheid                  |                                                         |  |  |       |  |  | Francesco Ernesto di Salm-Reifferscheidt-Dyck |  |  |                                               |  |
| Francesco Giovanni Guglielmo di Salm-Reifferscheidt-Dyck                                       |                                      |                                                   |                                                         |  |  |       |  |  | Francesco Ernesto di Salm-Reifferscheidt-Dyck |  |  |                                               |  |
|                                                                                                |                                      | Anna Franziska Luise von Thurn und Taxis          | Eugenio Alessandro di Thurn und Taxis                   |  |  |       |  |  |                                               |  |  |                                               |  |
|                                                                                                |                                      | Anna Franziska Luise von Thurn und Taxis          | Eugenio Alessandro di Thurn und Taxis                   |  |  |       |  |  |                                               |  |  |                                               |  |
|                                                                                                |                                      | Anna Franziska Luise von Thurn und Taxis          | Anna Adelaide di Fürstenberg-Heiligenberg               |  |  |       |  |  |                                               |  |  |                                               |  |
| Francesco Giuseppe Augusto di Salm-Reifferscheidt-Dyck                                         |                                      | Anna Franziska Luise von Thurn und Taxis          |                                                         |  |  |       |  |  |                                               |  |  |                                               |  |
|                                                                                                |                                      | Franz Ernst von Waldburg zu Zeil und Wurzach      | Sebastian Wunibald von Waldburg zu Zeil und Wurzach     |  |  |       |  |  |                                               |  |  |                                               |  |
|                                                                                                |                                      | Franz Ernst von Waldburg zu Zeil und Wurzach      | Sebastian Wunibald von Waldburg zu Zeil und Wurzach     |  |  |       |  |  |                                               |  |  |                                               |  |
|                                                                                                |                                      | Franz Ernst von Waldburg zu Zeil und Wurzach      | Eva Maria von Lamberg zu Ortteneck und Ottenstein       |  |  |       |  |  |                                               |  |  |                                               |  |
| Auguste von Waldburg zu Zeil und Wurzach                                                       |                                      | Franz Ernst von Waldburg zu Zeil und Wurzach      |                                                         |  |  |       |  |  |                                               |  |  |                                               |  |
|                                                                                                |                                      | Maria Eleonora von Königsegg-Rothenfels           | Franz Hugo von Königsegg-Rothenfels                     |  |  |       |  |  |                                               |  |  |                                               |  |
|                                                                                                |                                      | Maria Eleonora von Königsegg-Rothenfels           | Franz Hugo von Königsegg-Rothenfels                     |  |  |       |  |  |                                               |  |  |                                               |  |
|                                                                                                |                                      | Maria Eleonora von Königsegg-Rothenfels           | Maria Franziska von Hohenzollern-Sigmaringen            |  |  |       |  |  |                                               |  |  |                                               |  |
| Alfredo di Salm-Reifferscheid-Dyck                                                             |                                      | Maria Eleonora von Königsegg-Rothenfels           |                                                         |  |  |       |  |  |                                               |  |  |                                               |  |
|                                                                                                | Gebhard von Waldburg-Wolfegg-Waldsee | Maximilian Maria von Waldburg-Wolfegg-Waldsee     |                                                         |  |  |       |  |  |                                               |  |  |                                               |  |
|                                                                                                | Gebhard von Waldburg-Wolfegg-Waldsee | Maximilian Maria von Waldburg-Wolfegg-Waldsee     |                                                         |  |  |       |  |  |                                               |  |  |                                               |  |
|                                                                                                | Gebhard von Waldburg-Wolfegg-Waldsee | Maria Eleonore von Ulm                            |                                                         |  |  |       |  |  |                                               |  |  |                                               |  |
| Joseph Anton Xaver von Waldburg-Wolfegg-Waldsee, I principe di Waldburg zu Wolfegg und Waldsee | Gebhard von Waldburg-Wolfegg-Waldsee |                                                   |                                                         |  |  |       |  |  |                                               |  |  |                                               |  |
|                                                                                                |                                      | Maria Clara von Königsegg-Aulendorf               | Karl Seyfried von Königsegg-Aulendorf                   |  |  |       |  |  |                                               |  |  |                                               |  |
|                                                                                                |                                      | Maria Clara von Königsegg-Aulendorf               | Karl Seyfried von Königsegg-Aulendorf                   |  |  |       |  |  |                                               |  |  |                                               |  |
|                                                                                                |                                      | Maria Clara von Königsegg-Aulendorf               | Marie Friederike zu Oettingen-Spielberg                 |  |  |       |  |  |                                               |  |  |                                               |  |
| Marie Walburge von Waldburg zu Wolfegg und Waldsee                                             |                                      | Maria Clara von Königsegg-Aulendorf               |                                                         |  |  |       |  |  |                                               |  |  |                                               |  |
|                                                                                                |                                      | Anselm Fugger, conte di Kirchberg und Weissenhorn | Johann Jakob Fugger, conte di Kirchberg und Weissenhorn |  |  |       |  |  |                                               |  |  |                                               |  |
|                                                                                                |                                      | Anselm Fugger, conte di Kirchberg und Weissenhorn | Johann Jakob Fugger, conte di Kirchberg und Weissenhorn |  |  |       |  |  |                                               |  |  |                                               |  |
|                                                                                                |                                      | Anselm Fugger, conte di Kirchberg und Weissenhorn | Maria Katharina Euphemia von Törring                    |  |  |       |  |  |                                               |  |  |                                               |  |
| Maria Josepha Crescentia Fugger                                                                |                                      | Anselm Fugger, conte di Kirchberg und Weissenhorn |                                                         |  |  |       |  |  |                                               |  |  |                                               |  |
|                                                                                                |                                      | Maria Walpurgis von Waldburg zu Wolfegg           | Joseph Franz von Waldburg zu Wolfegg                    |  |  |       |  |  |                                               |  |  |                                               |  |
|                                                                                                |                                      | Maria Walpurgis von Waldburg zu Wolfegg           | Joseph Franz von Waldburg zu Wolfegg                    |  |  |       |  |  |                                               |  |  |                                               |  |
|                                                                                                |                                      | Maria Walpurgis von Waldburg zu Wolfegg           | Anna Maria Luise Charlotte zu Salm Reifferscheidt       |  |  |       |  |  |                                               |  |  |                                               |  |
|                                                                                                |                                      | Maria Walpurgis von Waldburg zu Wolfegg           |                                                         |  |  |       |  |  |                                               |  |  |                                               |  |